# Fazekas Árpád (gyermekorvos)
Fazekas Árpád (Csenger, 1924. augusztus 5. – 2019. július 14.) magyar gyermekorvos, főorvos, író, Nyíregyháza és a Nyírség egyik legelhivatottabb helytörténeti kutatója. Több mint 600 írása jelent meg nyomtatásban, köztük 19 könyv, ezeknek csak egy töredéke volt orvosi témájú, a többi műve jórészt helytörténeti, kultúrtörténeti vonatkozású volt. Az 1956-os forradalom aktív szereplőjeként intenzíven kutatta a forradalom Szabolcs-Szatmár-Bereg megyei történetét, eseményeit is, ezzel kapcsolatban megjelentetett publikációinak száma a kétszázat közelíti.

## Élete
1924-ben született Csengeren, apja, Fazekas Ferenc vámtiszt volt, anyja, Bessenyei Erzsébet háztartásbeliként élt. A család úgy tartotta számon, hogy a Bessenyei felmenők ahhoz a Bessenyei családhoz tartoznak, amelynek legismertebb tagja Bessenyei György testőr-költő volt. Két testvére született: Ferenc bátyja, aki Műegyetemet végzett, majd matematikus lett, és Erzsébet húga, aki Horváth Pál gépészmérnök, az Egyesült Izzó későbbi vezérigazgató-helyettese felesége lett. Mindkét testvér Budapesten alapított családot.
Apjának foglalkozása miatt, nyugdíjazásáig a család sűrűn változtatta lakóhelyét, ennek megfelelően Árpád is három városban járta ki a gimnáziumot: Sátoraljaújhelyen, majd Munkácson, végül pedig Kassán, ahol végül kitűnővel érettségizett. Ezt követően vegyészmérnöknek felvételizett, de oda nem vették fel, ezért a Debreceni Orvostudományi Egyetemre iratkozott be, ahol 1947. július 5-én diplomázott. Egy évet tanult a fővárosi Pázmány Péter Tudományegyetemen is.
Közben, Budapest 1945-ös ostroma idején a Budai Önkéntes Ezred segélyhelyének vezetését is magára vállalta. Egy segítő akciójával elnyerte az "embermentő" titulust is, mert fényképes magyar igazolványt szerzett egy zsidó származású évfolyamtársának, Róna Györgynek, akinek ily módon sikerült is megúsznia az internálást.
Későbbi pályája során három orvosi szakképesítést szerzett: hatósági orvostanból 1948-ban, gyerekgyógyászatból 1951-ben és gyermekkardiológiából 1980-ban.
Első munkahelye a debreceni gyermekklinika volt, majd 1951 novemberétől 1957 júliusáig Berettyóújfaluban vezette az ottani kórház két osztályát, főorvosi beosztásban.  1956-ban, a forradalom idején a kórházi Munkástanács elnökévé választották, emiatt a megtorlás időszakában nemcsak a kórházból, de a városból is kitiltották és mintegy büntetésből Kislétára helyezték körzeti orvosnak; ott kezdett orvostörténeti kutatásokkal foglalkozni. 1968-ban került a nyíregyházi Jósa András Kórházhoz, ahol ettől kezdve majdnem két évtizeden át, 1987 végéig dolgozott, közben pedig az általa létrehozott Megyei Gyermekszívgondozó Intézetet is irányította.
Orvosi munkája mellett nagyon sokat foglalkozott közéleti és kulturális témák kutatására és eredményei publikálására is. Egy 2007-ben adott interjújának tanúsága szerint addig 647 írása jelent meg nyomtatásban (melyek közül 19 könyv), ám ezeknek csak mintegy negyede, 177 volt orvostudományi cikk, a többi helytörténeti, orvostörténeti, kulturális, illetve az 1956-os forradalom történetével foglalkozó publikáció. Jelentős művei közé tartozik a megye orvostörténetéről írt munkája, illetve az ’56-os forradalom megyei vonatkozásairól szóló könyvei (1956 Szabolcs-Szatmárban a valóságban, Forradalom Szabolcs-Szatmárban). Kutatási és szervezési tevékenysége eredményeként került kihelyezésre Nyíregyházán és a megye más településen összesen 22, főleg irodalmi tematikájú emléktábla, hét intézmény (köztük a Jósa András Kórház) is az ő javaslata alapján kapta mai elnevezését, különböző jeles nyírségi személyiségekre emlékezve és emlékeztetve.
2019. július 14-én hunyt el.

### Magánélete
Felesége Hadas Irén volt, aki élete végéig aktív társa és segítője volt a tudományos-történetírói tevékenységében. Két gyermeke született; lánya már ugyancsak elhunyt, fia nyugdíjas.